# Monochromatické záření
Jako monochromatické záření se označuje elektromagnetické záření, jehož zdroj kmitá pouze na jediné frekvenci f. Název pochází z řeckého mono-chromos, tedy „jedna barva“. 

## Popis
V ideálním případě lze v libovolně zvoleném bodu prostoru (kde se šíří pouze toto záření) popsat časový průběh elektrického či magnetického pole časovou závislostí
{\displaystyle A=A_{0}\cos(2\pi ft+\phi )} kde {\displaystyle A_{0}} označuje amplitudu pole, {\displaystyle \phi } jeho fázi a t je čas. Samotná amplituda a fáze jsou prostorově závislé, jejich tvar je určen povahou zdroje, rozložením látky v prostoru atd.
Ve skutečnosti se záření označované jako monochromatické od tohoto ideálního případu poněkud odlišuje; jeho spektrum obsahuje místo jediné frekvence úzký pás frekvencí. Šířka tohoto pásu (čáry) je pak měřítkem monochromatičnosti.

## Zdroje monochromatického záření
K hlavním zdrojům monochromatického viditelného záření patří lasery. Monochromatické záření lze získat také ze zdroje bílého světla (např. žárovky nebo Slunce) pomocí mřížkového nebo hranolového  monochromátoru.